# 馬薩特南戈
馬薩特南戈是危地馬拉的城市，也是蘇奇特佩克斯省的首府，位於該國西南部，距離首都危地馬拉市165公里，海拔高度371米，主要經濟活動是農業，2002年人口40,281。
14°32′N 91°30′W / 14.533°N 91.500°W